# Caucanthus edulis
Caucanthus edulis là một loài thực vật có hoa trong họ Malpighiaceae. Loài này được Forssk. mô tả khoa học đầu tiên năm 1775.